# ازو

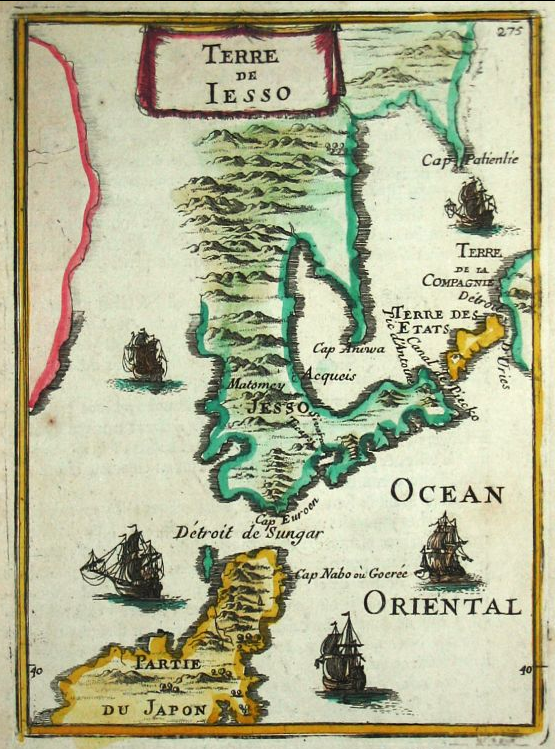
نقشه ازو

ازو، یزو، یسو (به ژاپنی: 蝦夷 Ezo) اصطلاحی ژاپنی است که از لحاظ تاریخی برای اشاره به سرزمین‌های شمال جزیره هونشوی ژاپن استفاده می‌شود. این جزایر شامل جزیره هوکایدو در شمال ژاپن بود که در سال ۱۸۶۹ نام خود را از «ازو» به «هوکایدو» تغییر داد و گاه شامل ساخالین و جزایر کوریل می‌شد.